# 바이너리 라지 오브젝트
바이너리 라지 오브젝트(Binary large object, BLOB)는 데이터베이스 관리 시스템의 하나의 엔티티로서 저장되는 이진 데이터의 모임이다. BLOB은 일반적으로 그림, 오디오, 또는 기타 멀티미디어 오브젝트인 것이 보통이지만, 바이너리 실행 코드가 BLOB으로 저장되기도 한다. BLOB에 대한 데이터베이스 지원은 보편적인 것은 아니다.
BLOB은 원래 DEC의 짐 스타키가 발명한 무정형의 큰 데이터 덩어리였으며, 그는 더 블롭을 가리켜 이를 두고 "1958년 스티브 맥퀸 영화"에서 "신시내티, 클리블랜드, 아니면 무엇이든 먹은 것"으로 기술하였다. 나중에 아폴로의 한 마케팅 인원 Terry McKiever는 베이식 라지 오브젝트(Basic Large Object)라는 배크로님을 발명하였다. 그 뒤 인포믹스는 대안이 되는 배크로님 바이너리 라지 오브젝트(Binary Large Object)를 발명하였다.
자료형과 정의는 전통적인 컴퓨터 데이터베이스 시스템에 본래 정의되지 않은 데이터를 기술하기 위해 도입되었다. 당시 저장하려는 크기가 너무 컸기 때문에 1970년대와 1980년대에 데이터베이스 시스템의 필드에 처음 정의되었다. 디스크 공간의 값이 떨어졌을 때 이 자료형은 실용적으로 되었다.

## 같이 보기
- 캐릭터 라지 오브젝트